# Terapia racjonalno-emotywna
Terapia racjonalno-emotywna lub terapia racjonalno-emotywna behawioralna (REBT – z ang. Rational Emotive Behaviour Therapy) została stworzona przez Alberta Ellisa w 1955 roku. Zaliczana jest do grona terapii poznawczo-behawioralnych. Ten styl terapii skupia się na odkrywaniu nieracjonalnych przekonań, które mogą prowadzić do negatywnych emocji. W toku pracy z pacjentem dysfunkcjonalne przekonania zastępowane są przez te bardziej produktywne i racjonalne.

## Generalne założenia
Terapia racjonalno-emotywna jest zgodna z filozofią stoików. Oparta jest na założeniu, że reakcje emocjonalne w dużej mierze spowodowane są świadomymi i nieświadomymi ocenami, interpretacjami i filozofiami. Najczęstszą ich postacią są stwierdzenia typu „muszę” lub „powinienem”. Różnią się one znacząco od elastycznych potrzeb, preferencji czy chęci. Albert Ellis stworzył listę 12 nieracjonalnych przekonań i ich racjonalnych odpowiedników:
| Nieracjonalne przekonania | Racjonalne odpowiedniki |
| --- | --- |
| Muszę być kochany i szanowany przez wszystkie ważne dla mnie osoby. Muszę za wszelką cenę unikać braku akceptacji.               | Miłość i akceptacja są bardzo wartościowe. Poszukuję ich wtedy, kiedy mogę, ale nie są one niezbędne do życia. Można żyć bez nich, tylko takie życie jest trudniejsze.                                                               |
| Aby być wartościową osobą, muszę być kompetentny i muszę osiągać sukcesy we wszystkim, co robię. Nie wolno mi popełniać błędów.  | Zawsze staram się osiągać najwięcej, ile mogę, ale każdy z nas popełnia błędy. Lepiej jest akceptować siebie jako osobę bez względu na to, ile udało mi się osiągnąć, bo zawsze znajdzie się ktoś, kto robi to ode mnie lepiej.      |
| Wszyscy powinni być uczciwi. Jeśli są źli, niegodziwi i samolubni powinni być potępieni i surowo ukarani.                        | Takie jest życie, że czasem ktoś źle postąpi. Ale ludzie nie są perfekcyjni i popełniają błędy, a moje rozdrażnienie tego nie zmieni.                                                                                                |
| Wszystko musi być zgodne z moimi założeniami i przewidywaniami, jeśli tak nie jest, to życie jest nie do zniesienia.             | Nie ma takiego prawa, które mówi, że wszystko musi być takie, jak ja chcę. Możemy być wtedy zawiedzeni, ale jest to do zniesienia, w szczególności wtedy, kiedy nie katastrofizujemy w związku z tą sytuacją.                        |
| Moje nieszczęście jest spowodowane czymś, co jest poza moją kontrolą, dlatego też nic nie mogę zrobić, aby poczuć się lepiej.    | Wiele wydarzeń dzieje się poza moją kontrolą, ale to moje myśli (a nie to co się wydarzyło) są przyczyną tego, jak się czuję. A ja mogę uczyć się kontrolować własne myśli.                                                          |
| Muszę skupiać się nad rzeczami, które są niebezpieczne, nieprzyjemne czy też przerażające, w innym wypadku one mogą się zdarzyć. | Zamartwianie się rzeczami, które mogą się przydarzyć, nie sprawi, że one się nie wydarzą. Takie myśli sprawiają, że jestem zaniepokojony i przeszkadzają mi w koncentracji.                                                          |
| Będę szczęśliwszy, jeśli będę unikać odpowiedzialności, rzeczy trudnych i nieprzyjemnych.                                        | Unikanie problemów jest łatwiejsze, ale tylko na samym początku. Odkładanie rzeczy na bok sprawia, że później są one jeszcze gorsze, a na dodatek zajmują mi więcej czasu, żeby się o nie dodatkowo martwić.                         |
| Każdy musi polegać na kimś, kto jest od nas silniejszy.                                                                          | Poleganie na kimś innym może sprawić, że zaczniemy być zależni od innych. Możemy szukać pomocy u innych pod warunkiem, że ciągle ufamy sobie i własnemu osądowi.                                                                     |
| Wydarzenia z przeszłości są przyczyną moich problemów. Cały czas wpływają na moje uczucia i zachowania.                          | Przeszłość nie może wpływać na to, co czuję teraz. To moje obecne przekonania są przyczyną moich reakcji. Oczywiście mogłem się tych przekonań nauczyć w przeszłości, ale mogę je teraz analizować i zmieniać.                       |
| Powinno mi być przykro, kiedy inni ludzie mają problemy i powinienem być smutny, kiedy inni są smutni.                           | Nie rozwiążę problemów innych ludzi ani nie poprawię ich złego samopoczucia poprzez smucenie się razem z nimi. |
| Nie powinno się odczuwać bólu ani dyskomfortu. Ból trzeba likwidować albo unikać go za wszelką cenę.                             | Dlaczego miałbym nie odczuwać bólu albo jakiegoś dyskomfortu? Nie lubię ich, ale można je przeżyć. Moje życie byłoby bardzo ograniczone, gdybym miał unikać wszystkiego, co może sprawić mi ból.                                     |
| Każdy problem ma jakieś idealne rozwiązanie i trzeba koniecznie je znaleźć.                                                      | Problemy można zazwyczaj rozwiązać na kilka sposobów. Dobrze jest pomyśleć nad rozwiązaniem idealnym, ale problemy rozwiązuje się poprzez wybranie najlepszej z dostępnych dróg. Nie muszę wszystkiego rozwiązywać w idealny sposób. |

Według założeń terapii destruktywne przekonania zniekształcają rzeczywistość, ponieważ są błędną interpretacją tego, co się zdarzyło. Często zawierają nielogiczne sposoby oceny siebie i świata zewnętrznego. Do tych nielogicznych sposobów Ellis zalicza:
- Katastrofizowanie używanie takich słów jak straszne, okropne, tragedia czy katastrofa w opisywaniu tego, co się zdarzyło lub może się zdarzyć. Np. „To byłoby straszne, gdybym…”; „To najgorsza rzecz, jaka mogła mi się przytrafić”; „Jeśli to się stanie, to będzie koniec świata”.
- Poddawanie się spostrzeganie wydarzenia lub doświadczeń jako nie do zniesienia. Np. „Nie zniosę tego dłużej”, „Umrę, jak zostanę odrzucona” itd.
- Wymagania, ale takie które zawierają stwierdzenia „muszę” lub „powinienem”. Np. „Nie powinienem tego robić”; „Nie mogę zawieść”; „Muszę być kochana”.
- Ocenianie zarówno siebie, jak i ludzi. „Jestem głupi/beznadziejny/bezużyteczny/bezwartościowy”.

## Model ABC
Albert Ellis stworzył ten model, aby pomóc pacjentom w identyfikacji i analizie ich irracjonalnych przekonań.
A odnosi się do zdarzenia (ang. Activating event). Zdarzeniami są nie tylko codzienne wydarzenia, ale również myśli i wspomnienia.
B to przekonania (ang. Belief). Są one oceną zdarzenia „A”. Przekonania te mogą być zarówno świadome (wiemy o ich istnieniu), na granicy świadomości (są, ale nie zwracamy na nie uwagi), czy też poza świadomością (nie zdajemy sobie z nich sprawy). Albert Ellis podzielił je na dwa rodzaje:
- racjonalne przekonania – czyli te, które pomagają nam w osiąganiu celów;
- nieracjonalne przekonania – czyli tzw. przekonania samooskarżające.

Każdy posiada przekonania zarówno racjonalne, jak i nieracjonalne. Różnice między ludźmi polegają na różnicach w natężeniu obu typów przekonań.
C to konsekwencje (ang. Consequence) przejawiające się zarówno w emocjach, jak i w zachowaniu. Racjonalne przekonania „B” prowadzą do zdrowych reakcji emocjonalnych i behawioralnych takich jak smutek, żal czy troska. Chociaż emocje te nie są pożądane, to zdecydowanie są uważane za zdrowe i naturalne. Zakłada się, że nieracjonalne przekonania „B” prowadzą zaś do niezdrowych reakcji, takich jak depresja, poczucie winy, wściekłość czy strach. Jeśli dana osoba straci kogoś bliskiego, to zdrowym przekonaniem jest, np. „Tak bardzo bym chciał, żeby jeszcze żył. Odszedł ktoś naprawdę wspaniały. Będzie mi go bardzo brakowało”. Niezdrowym przekonaniem będzie np. „On nie mógł odejść. To jest najstraszniejsza rzecz jaka mnie w życiu spotkała. Nie mogę żyć bez niego. Jak on mógł mi to zrobić”.
Terapeuci emotywno-racjonalni uczą swoich pacjentów, że to nie zdarzenie A wywołuje ich stan C. On jest spowodowany tym co myślą (B) na temat zdarzenia A. Jeśli pacjent zrozumie związek pomiędzy przekonaniami a uczuciami, przechodzi się do dalszego etapu terapii.
D odnosi się do rozważenia (ang. disputing) irracjonalności danego przekonania. Terapeuta nie mówi pacjentowi, że jego przekonania są nieracjonalne, ale podaje je w wątpliwość poprzez zadawanie pytań, czy też poddawanie ich próbie, w celu sprawdzenia czy są realistyczne i logiczne.
E to ostatni etap terapii. Oznacza wykształcenie efektywnej (ang. effecitve) filozofii życiowej, z której wyrastać będą realistyczne i elastyczne przekonania.

## Pojęcie zdrowia psychicznego
Terapia ta znajduje zastosowanie w leczeniu zaburzeń nerwicowych i psychoz osób dorosłych. Człowiek zaburzony według Ellisa (1973, 1985), przejawia zachowania autodestrukcyjne, tj. uniemożliwiające samorealizację, przeżywanie samospełnienia, szczęścia i przyjemności w życiu. Albert Ellis określił również jaki powinien być człowiek zdrowy. Według niego taki człowiek powinien mieć elastyczne i racjonalne przekonania. Zdrowie psychiczne dodatkowo zdefiniowane zostało na 13 wymiarach:
- umiejętność dbania o własne dobro,
- dobre przystosowanie społeczne,
- autonomiczność,
- tolerancja,
- akceptacja dwuznaczności i niepewności,
- giętkość myślenia,
- myślenie naukowe,
- zaangażowanie,
- podejmowanie ryzyka,
- samoakceptacja,
- hedonistyczne nastawienie do życia,
- brak perfekcjonizmu i utopijnych poglądów,
- przyjmowanie odpowiedzialności za siebie.

## Podejście terapeutyczne
Głównym założeniem terapii racjonalno-emotywnej jest pomaganie klientom zamienić sztywne teorie osobiste na teorie bardziej elastyczne. Dokonuje się tego poprzez dialog sokratejski oraz poprzez uczenie pacjentów, że każdy może popełniać błędy. Uczy się również zwiększania tolerancji na frustrację wynikającą z przeszkód w osiąganiu celów. Ważnym elementem zmiany jest relacja terapeutyczna oparta na empatycznym zrozumieniu problemów pacjenta.
Za każdym problemem leży jakieś nieracjonalne przekonanie. Pomaga się klientowi w identyfikowaniu tych przekonań (tzw. problemy z problemem; np. poczucie winy związane z byciem w depresji), które leżą u podłoża problemów. Terapeuta stara się aby klient sam doszedł do tego, dlaczego jego przekonanie nie ma potwierdzenia w rzeczywistości i dlaczego przekonanie racjonalne jest bardziej możliwe. Dialog sokratejski między terapeutą a klientem jest potem uwewnętrzniany w taki sposób, aby pacjent przy występowaniu nieracjonalnych przekonań sam siebie pytał, czy rzeczywiście jest tak, jak myśli.
Terapeuta racjonalno-emotywny pełni dyrektywną rolę w terapii. Aktywnie dyskutuje z klientem na temat jego nieracjonalnych przekonań; zadaje prace domowe; „popycha” klienta do walczenia ze swoim głosem wewnętrznym i przygotowuje klienta na akceptację dyskomfortu, który może wystąpić podczas zmiany.

## Porównanie z innymi szkołami psychoterapii
Terapia racjonalno-emotywna przestała zwracać uwagę na doświadczenia wczesnego dzieciństwa. Terapeuci zakładają, że wprawdzie w okresie tym uczymy się naszych nieracjonalnych przekonań, ale nie potrzebujemy analizować go, aby tych przekonań się wyzbyć. Terapeuta, jeśli nie ma to istotnego znaczenia dla klienta, nie skupia się na jego rodzicach ani stylu wychowywania. Bez znaczenia jest bowiem to, kiedy i w jaki sposób klient nauczył się swoich nieracjonalnych przekonań. Przekonania te istnieją i przeszkadzają klientowi „tu i teraz”.
Terapeuci racjonalno-emotywni wierzą w to, że wszelkie problemy psychiczne wynikają z głęboko zakorzenionych przekonań. Nie skupiają się więc na likwidowaniu objawów, ale na głębokiej zmianie filozofii, która jest ich przyczyną. Na wzór badań naukowych, klienci uczeni są, w jaki sposób weryfikować własne przekonania.
Głównym warunkiem wystąpienia zmiany jest wgląd rozumiany jako wiedza lub rozumienie przyczyn własnych problemów. Terapeuci pokazują swoim klientom, że jedyną drogą, aby poczuć się lepiej, jest obserwowanie, podważanie i zmaganie się z własnym systemem przekonań.
Terapia racjonalno-emotywna wraz z innymi terapiami poznawczo-behawioralnymi jako pierwsze wprowadziły prace domowe dla klientów. Dzięki nim klienci mogą sprawdzać, czy nowe umiejętności nabyte w trakcie terapii sprawdzają się w życiu codziennym. Co więcej, dają też możliwość sprawdzenia, które nieracjonalne przekonania zakorzenione są w indywidualnej filozofii klienta (np. „Zapisz sobie co myślisz przed: rozmową o pracę, gdy kłócisz się z partnerem itp.”). Do prac domowych często wykorzystywane są techniki behawioralne.
Terapeuci racjonalno-emotywni dają swoim klientom bezwarunkową akceptację z tego względu, iż sami uważają, że żaden człowiek nie powinien być potępiany za to, co zrobił. Ponieważ terapeuci bezwarunkowo akceptują swoich klientów jako ludzi i aktywnie uczą ich jak akceptować siebie samego, klienci są w stanie bez oporów przeżywać wszystkie emocje i przestają nieustannie oceniać siebie i swoje zachowanie („Czy jak to zrobię, to on się nie obrazi? Jeśli powiem, jaki jestem naprawdę, nie będzie chciał mnie znać?” itd.).